# Михайлівська церква (Свято-Михайлівська лікарня)
Свято-Михайлівська церква — новозбудована православна церква Української православної церкви Київської Митрополії (у складі Російської православної церкви) розташована на території Свято-Михайлівської лікарні в Печерському районі Києва.

## Історія
У 1893 році було освячене місце під будівництво церкви на честь святителя Михаїла — першого митрополита Київського. В знак поваги до свого небесного покровителя, це будівництво розпочав почесний громадянин міста Києва, меценат Михайло Дегтерьов за особисті кошти.
Цей хрещатий трьохпрестольний храм був зведений за проектом архітектора Володимира Ніколаєва. Престоли храму присвячувались: головний — на честь святителя Михаїла І-го митрополита Київського, інші два — на честь святого Олександра Невського і святих праведних Захарія та Єлизавети. Куполи церкви опиралися на міцні стіни товщиною більше двох з половиною метрів, в ній був різний дубовий іконостас, паркетна підлога, парове опалення, широкі гранітні сходи перед входом. Освячення відбулося 18 червня 1895 року.
Останні роки життя Михайло Дегтерьов присвятив служінню Богу. Він був старостою храму. Помер 21 грудня 1898 року і був похований в сімейній усипальниці в лівій прибудові рідного храму на честь святих праведних Захарія та Єлизавети.

Церква на початку XX століття

В 1901 році за проектом архітектора В. М. Ніколаєва з західної сторони до храму добудовується для симетрії права прибудова, а згодом двоярусна кам'яна дзвіниця. В цей же час в храмі проводиться капітальний ремонт з заміною дерев'яних підлогових балок металевими з облаштуванням навколо церкви дренажу. Всі роботи по розширенню і ремонту церкви проведені за кошти вдови Єлизавети Дегтерєвої, яка померла 4 червня 1902 року та була похоронена в склепі під північною прибудовою храму.
У передреволюційний період Михайлівська церква стає не тільки православним храмом, але й особливим громадським центром, при якому функціонує благодійне братство. Члени братства допомагали хворим та нужденним киянам ліками, грошима, працевлаштуванням, одягом, займалися вихованням сиріт.
Після Жовтневого перевороту церкву розграбували, а в 1930 році, на Великдень, комсомольці Печерського району майже повністю її зруйнували, збереглися лише фундамент і цоколь храму. Сусідні будівлі церковної контори і трапезної перетворили на партком лікарні.

## Роки незалежної України

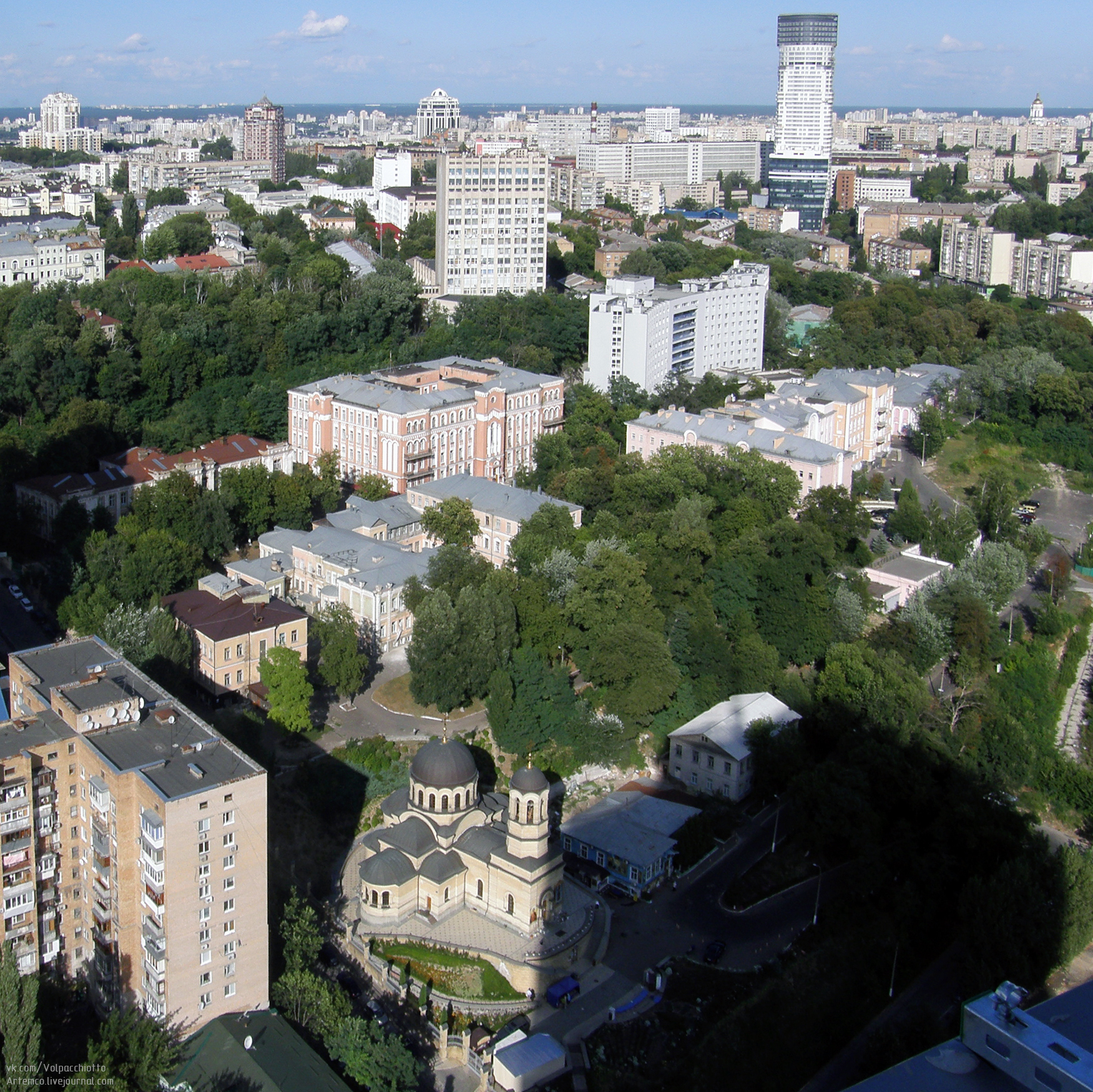
Олександрівська лікарня, вид із хмарочоса Gulliver

Поновилося богослужіння 17 грудня 1995 року, у день пам'яті Великомучениці Варвари в уцілілому приміщенні колишньої трапезної. В 1998 році був наданий дозвіл на розкопки зруйнованого храму. Під час розкопок знайшли багато церковних святинь: лампади, металевий хрест, віконні ґрати та інше. В лівій прибудові відкопали сходи, які через три дні праці привели до усипальниці М. Дегтярьова. Усипальниця збереглася в первозданному вигляді. Одразу ж відслужили панахиду. Згодом навпроти колишньої дзвіниці знайшли три фрагменти дзвону: частина вушка, та дві частини від дзвону загальною вагою понад 11 кг. Першу літургію відслужили у світлу п'ятницю, 16 квітня 1999 року на свято Живоносне Джерело.
У 2000 році почалося відновлення храму, а вже 2002 року Предстоятелем УПЦ Блаженнішим Володимиром, Митрополитом Київським і всієї України освячені хрести на куполи відновленого храму. Нині Свято-Михайлівський храм — це типовий православний храм, але з строгішим статутом, ніж в інших парафіях. Тут щоденно звершується Божественна літургія і два молебні. Це обумовлено тим, що Свято-Михайлівський храм знаходиться при центральній міській лікарні. В храмі служать сім священиків та два диякони. Служба проходить у пристосованому дерев'яному храмі, а також в новому приміщенні, відбудованому на руїнах колишнього храму, який є повною копією зруйнованого. При храмі працює центр православної книги, трапезна.

## Святині
- ікона Спаса з частичною ризи Христа;
- ікона Божої Матері з частичкою ризи;
- камінь з Голгофи 10 кг;
- частичка Животворящого Хреста в двох хрестах;
- частичка мощей Іоанна Хрестителя;
- частички мощей апостолів: Варнави, Варфоломія, Тита, Якова, Луки, Матфія;
- ікона з частичкою мощей святителя Миколая;
- ікона з частичкою мощей Івана Золотоустого, Григорія Богослова, Василія Великого;
- ікона з частичкою мощей Пімена Великого;
- ікона з частичкою мощей Єфрема Сирина;
- ікона з частичкою мощей святої Варвари;
- ікона з частичкою мощей Єкатерини
- ікона з частичкою мощей Єлисавети з благословення Генсиманської обителі;
- ікона з частичкою мощей Кипріана і Іустинії;
- ікона з частичкою мощей святого Пантелеймона з благословення Свято-Пантелимоніського монастиря святої гори Афон;
- ікона Божої Матері Всецариця з благословення Свято-Пантелимонівського монастиря;
- ікона Божої Матері Єрусалимська, написана по благословінню святого Гавриїла Афонського;
- глава благовірного князя Федора Муромського, дар храму покійного ієрея Максима, настоятеля храму блаженної Ксенії Петербургської, з благословення Блаженнійшого Володимира знаходиться у вівтарі храму;
- усипальниця Михайла Дегтерєва.

## Світлини

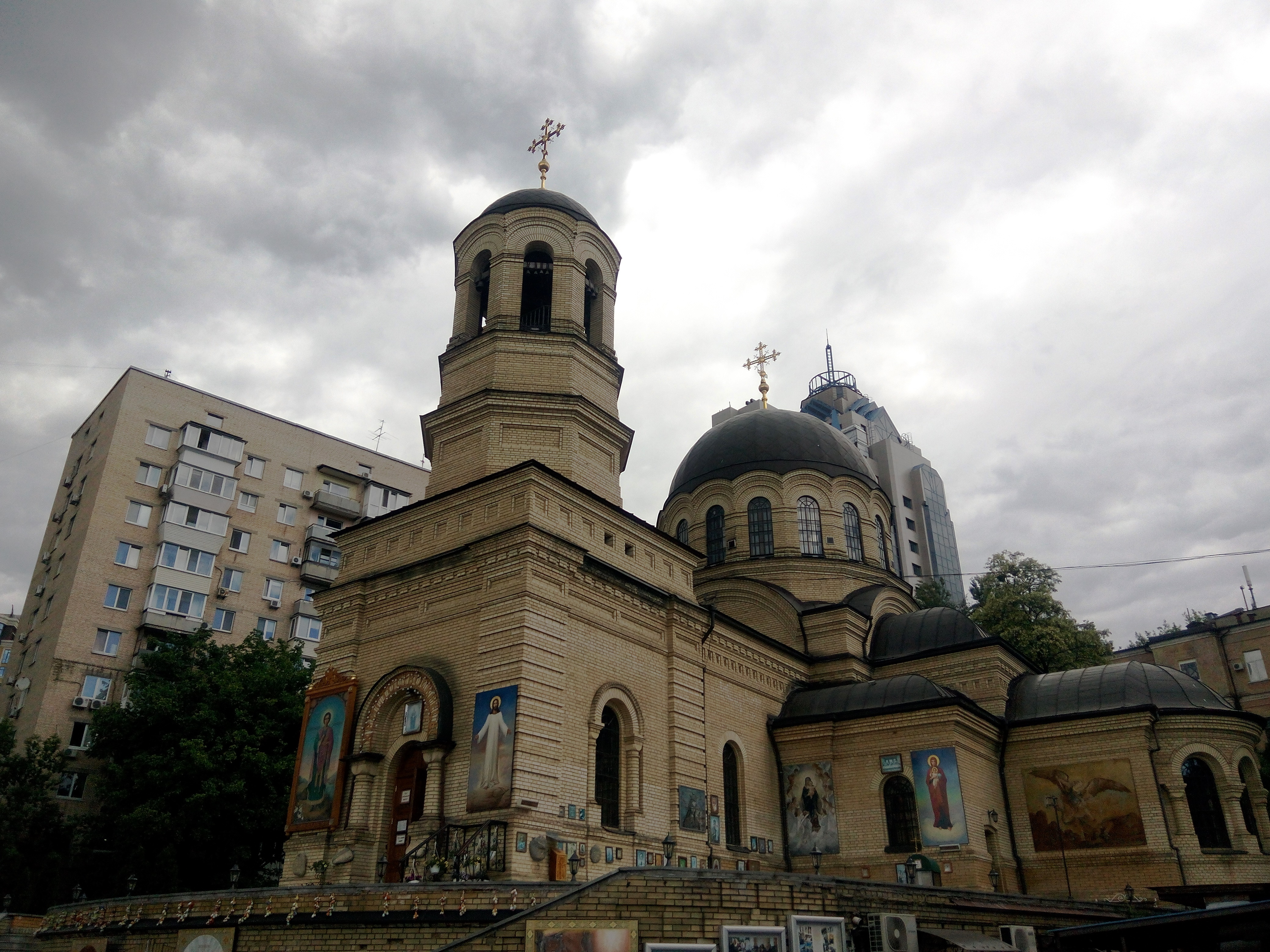
Загальний вигляд храму
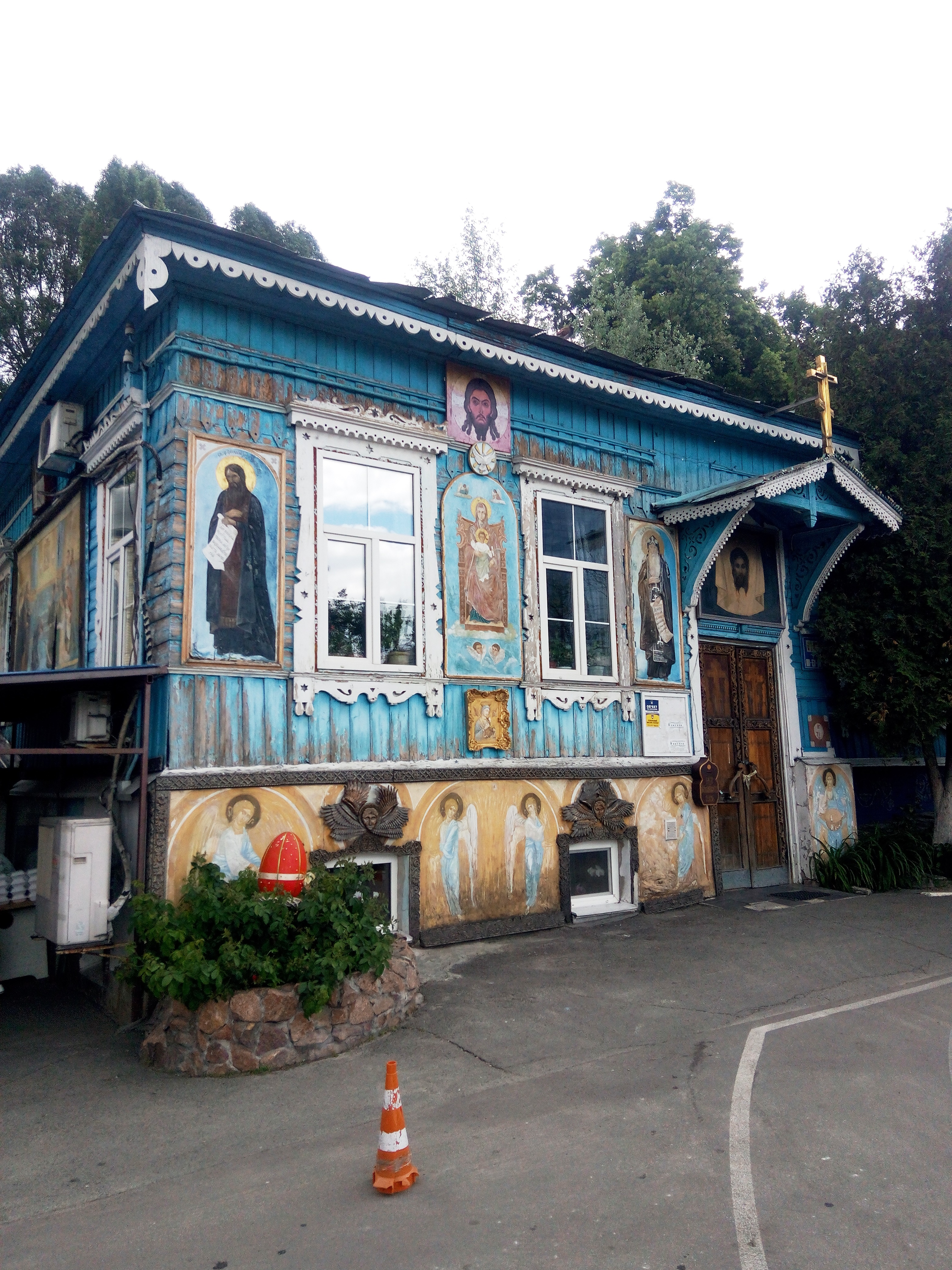
Сестринство преподобномученніци Єлизавети
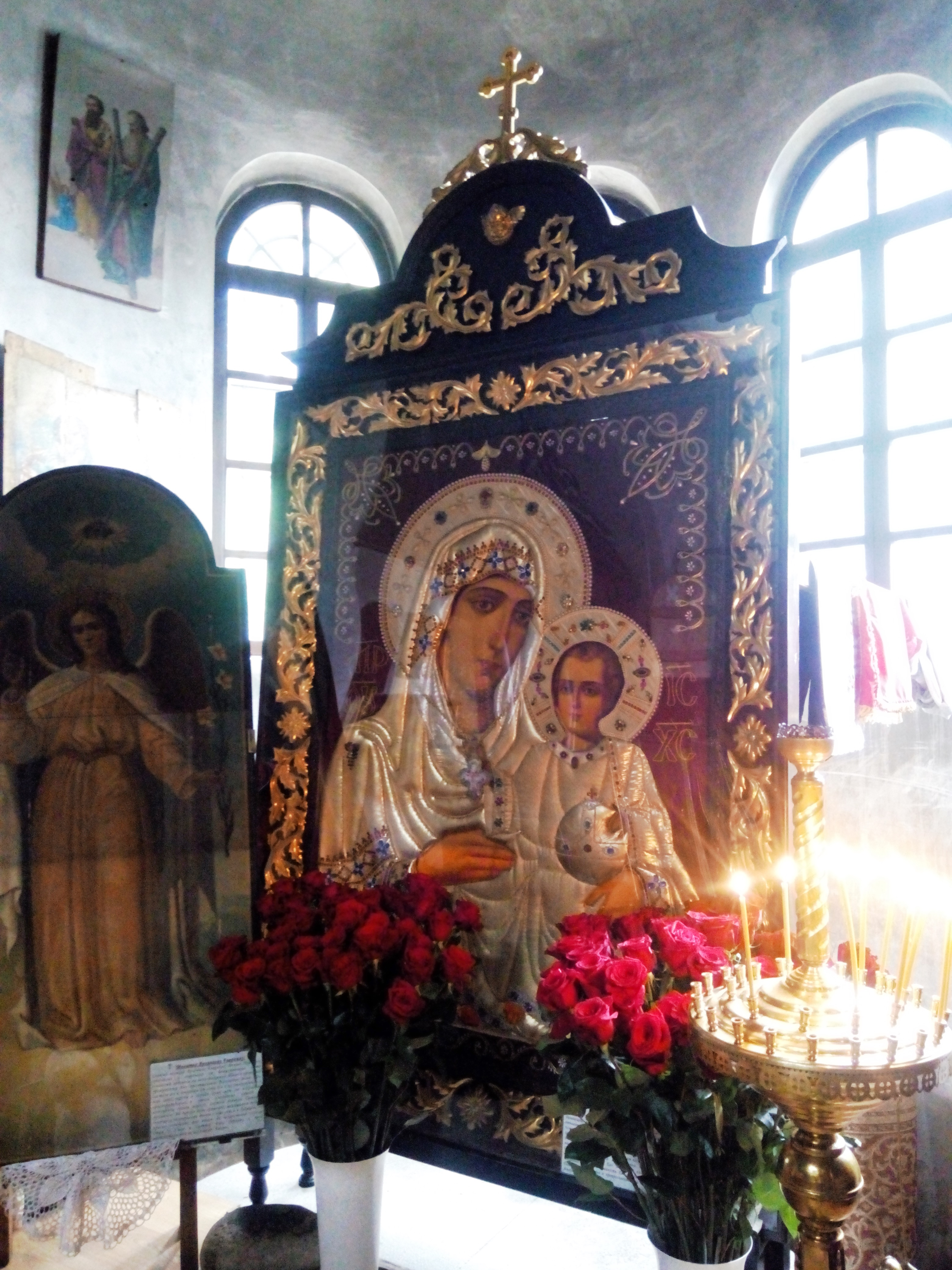
Ікона Божої матері з частинкою ризи
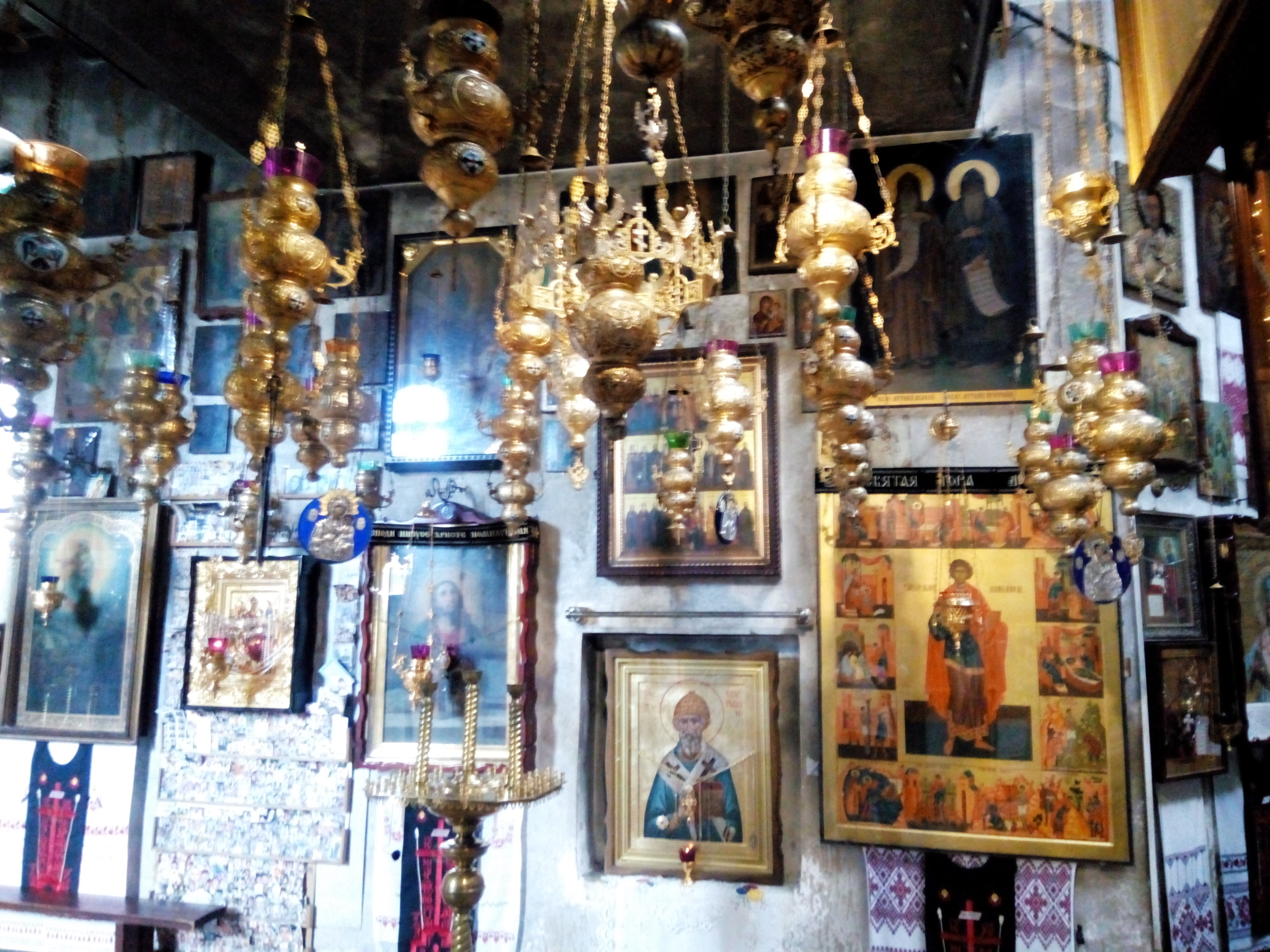
Внутрішнє оздоблення
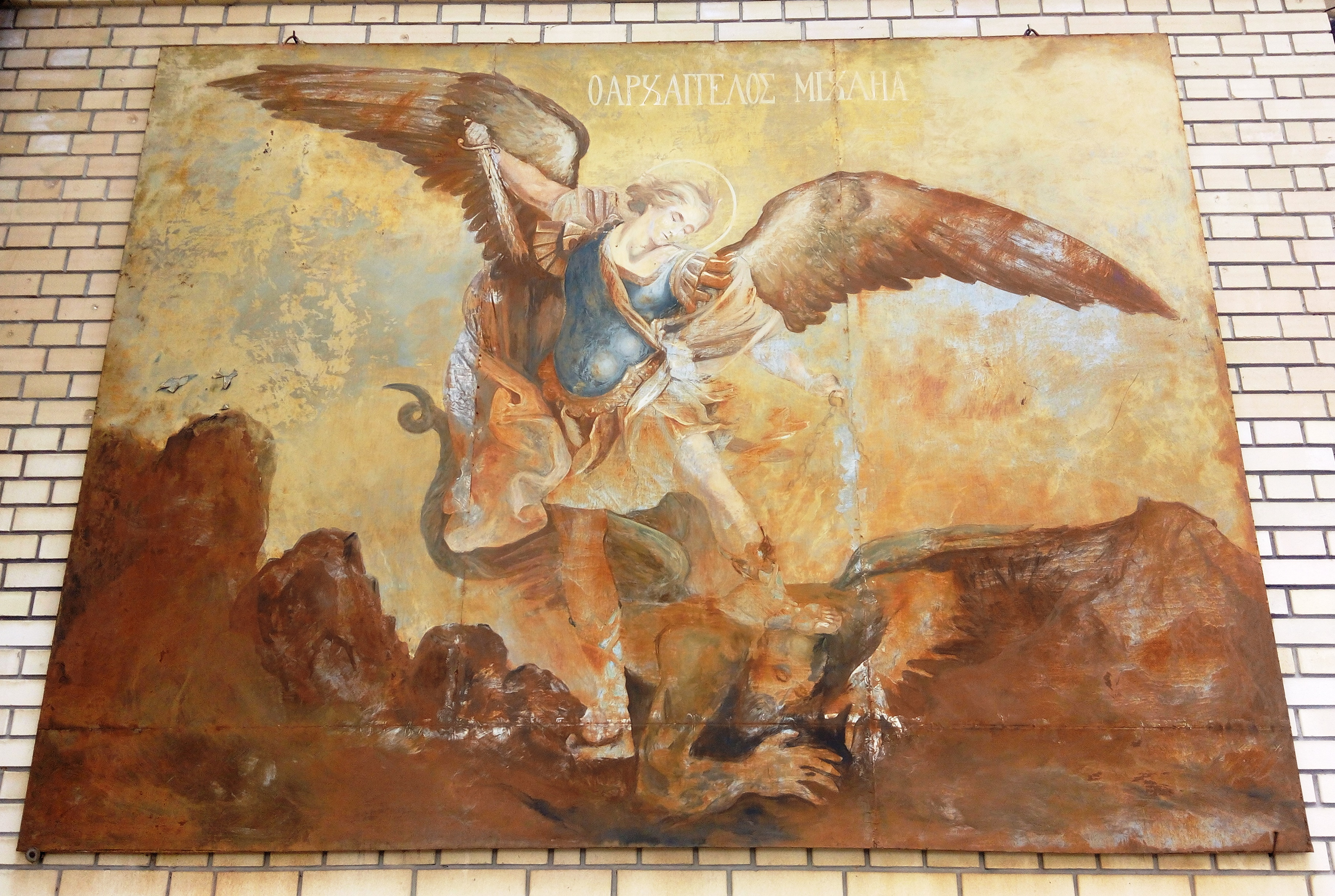
Архангел Михайло на правому крилі церкви